# Виктор Мануэль
Виктор Мануэль Гарси́а Вальде́с, известный как просто Виктор Мануэль (исп. Víctor Manuel García Valdéz, 31 октября 1897, Гавана — 2 февраля 1969, там же) — кубинский художник.

## Биография
Уже в раннем детстве проявил талант рисовальщика. Закончил известную на Кубе художественную школу Сан-Алехандро, с 14 лет неофициально преподавал рисунок в её младших классах. Его преподавателем был Леопольдо Романьяч, воспитавший многих кубинских художников. Первая персональная выставка работ Виктора Мануэля состоялась в 1924. В 1925 приехал в Париж, познакомился с представителями интернационального авангарда, с этого времени стал подписывать свои работы сокращенным именем Виктор Мануэль. В 1927 вернулся на Кубу, преподавал, в 1929 снова приехал в Париж, здесь создано его самое известное полотно Цыганка из тропиков (1929, его часто называют «Американской Джокондой»). Побывал также в Бельгии и Испании.

## Творчество
Яркий представитель кубинского художественного авангарда. Испытал влияние кубизма, в поздних работах был близок к абстракционизму. При этом глубоко почитал европейскую живопись эпохи Возрождения (Франсуа Клуэ, Жан Фуке, Синьорелли, Джорджоне, Леонардо да Винчи, Брейгель, Ван Дейк, Моралес).

## Известность и признание
Лауреат ряда национальных премий. Хосе Лесама Лима посвятил Виктору Мануэлю несколько эссе и стихотворений.